# Carex ceylanica
Carex ceylanica là một loài thực vật có hoa trong họ Cói. Loài này được Boeckeler mô tả khoa học đầu tiên năm 1876.